# Bervei fatemplom
A bervei fatemplom műemlék volt Romániában, Fehér megyében. A romániai műemlékek jegyzékében az AB-II-m-A-00186 sorszámon szerepel, de már nem lelhető fel.